# Cymadusa chalongana
Cymadusa chalongana is een vlokreeftensoort uit de familie van de Ampithoidae. De wetenschappelijke naam van de soort is voor het eerst geldig gepubliceerd in 2002 door Peart.